# Luftschutzhandspritze

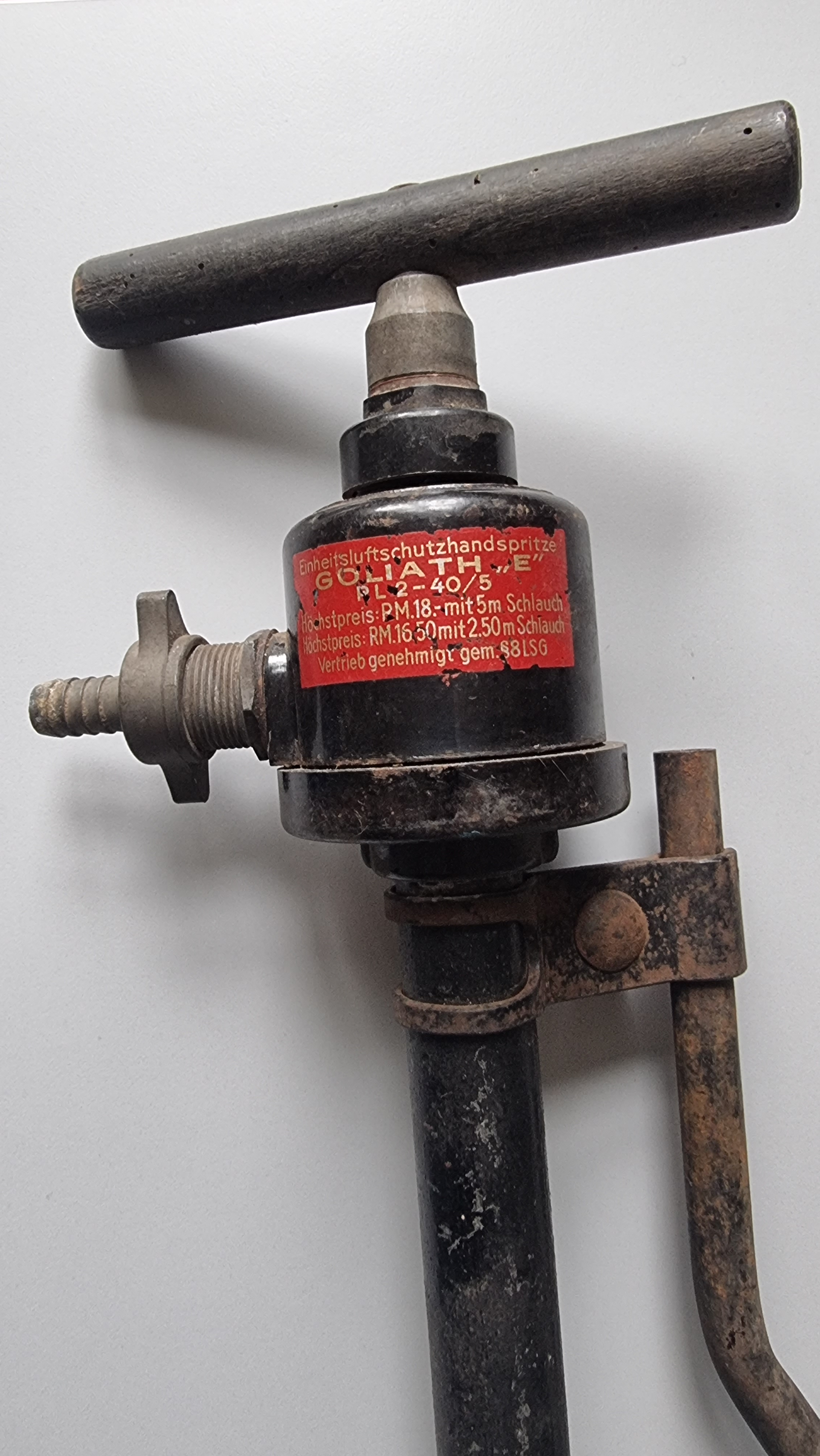
„Einheitsluftschutzhandspritze“ Typ Goliath e, Kennung P L 2–40/5, Etikett mit Zwangs-Höchstpreisen bis 18 RM;
Vertrieb genehmigt gem. §8 LSG

Eine Luftschutzhandspritze gilt als einfachste Bauart eines effektiven Feuerlöschgerätes. Die spezielle Feuerspritze wurde für den Selbstschutz durch die Zivilbevölkerung hergestellt insbesondere für die Brandbekämpfung in Wohngebäuden und Betrieben. Im „Dritten Reich“ wurde sie zur „Einheits-Luftspritze“ für den Luftschutz weiterentwickelt und erhielt während des Luftkrieges ab 1942 die Norm-Bezeichnung „Einstellspritze (Luftschutzhandspritze) DIN 14031“.
Die millionenfach in Deutschland bereitgestellten Spritzen waren mit einem besonderen Aufdruck versehen, der als deutliche Kennzeichnung den Zulassungsvermerk sowie die Kenn-Nummer der Reichsanstalt der Luftwaffe für Luftschutz aufwies.